# Контрада Сант'Ана Ив (Кротоне)
Контрада Сант'Ана Ив је насеље у Италији у округу Кротоне, региону Калабрија.
Према процени из 2011. у насељу је живело 744 становника. Насеље се налази на надморској висини од 159 м.